# Niederaula
Niederaula (letteralmente "Aula di sotto", in contrapposizione alla vicina Oberaula – "Aula di sopra") è un comune tedesco di 5 302 abitanti, situato nel land dell'Assia.
È attraversato dal fiume Fulda.